# Базільйо
Базільйо (італ. Basiglio) — муніципалітет в Італії, у регіоні Ломбардія, метрополійне місто Мілан.
Базільйо розташоване на відстані близько 470 км на північний захід від Рима, 13 км на південь від Мілана.
Населення — 7618 осіб (2012).
Покровитель — Sant'Agata.

## Демографія
Населення за роками:

Станом на 1 січня 2023 року в муніципалітеті офіційно проживало 867 іноземців з 67 країн, серед них 206 громадян країн Євросоюзу та 32 громадяни України.

## Сусідні муніципалітети
- Лакк'ярелла
- П'єве-Емануеле
- Роццано
- Цибідо-Сан-Джакомо